# Notomyza micropyga
Notomyza micropyga är en tvåvingeart som beskrevs av Malloch 1933. Notomyza micropyga ingår i släktet Notomyza och familjen myllflugor. Inga underarter finns listade i Catalogue of Life.